# 武装梭子蟹
武装梭子蟹（学名：portunus armatus），为梭子蟹科梭子蟹属的动物，俗称蓝花蟹（英文：Blue swimmer crab），分布于澳洲的东海岸昆士兰州北部至新南威尔士州南部，南澳洲和西澳洲中部至南部、新喀里多尼亚和紐西兰北部，生活环境为海水，主要栖息于1至30米的沙泥底质海底，偶尔也会进入潮间带水域。武装梭子蟹味道鲜美，是澳洲重要的经济物种，同时也是当地休闲捕捞的目标物种。

## 分类
武装梭子蟹曾属于远海梭子蟹，P. armatus在19世纪被描述，但存在争议并在后来并入了P. pelagicus，原本的远海梭子蟹/P. pelagicus广泛分布于印度洋和太平洋。然而近年对P. pelagicus的身体结构特征，分子生物学和遗传学的研究证明了了大洋洲和印度洋的种群P. pelagicus属于另外三个种类，也就是大洋洲水域的武装梭子蟹/P. armatus，印度的网纹梭子蟹/P. reticulatus和西印度洋的慵懒梭子蟹/P. segnis。